# Fenioux (Deux-Sèvres)
Fenioux è un comune francese di 643 abitanti (al 1º gennaio 2022) situato nel dipartimento delle Deux-Sèvres nella regione della Nuova Aquitania.

## Climat
Storicamente, il comune è stato esposto a un clima oceanico nord-occidentale. Nel 2020, Météo-France ha pubblicato una tipologia di climi della Francia continentale in cui il comune è esposto a un clima oceanico e si trova nella regione climatica Poitou-Charentes, caratterizzata da un buon soleggiamento, soprattutto in estate, e da venti moderati.
Nel periodo 1971-2000, la temperatura media annuale è stata di 11,9°C, con un'escursione termica annuale di 14,4°C. La media annuale delle precipitazioni totali è di 926 mm, con 13,3 giorni di precipitazioni a gennaio e 7,2 giorni a luglio. Per il periodo 1991-2020, la temperatura media annua osservata nella stazione meteorologica più vicina, situata nel comune di Scillé, a 8 km di distanza in linea d'aria, è di 12,1°C e le precipitazioni medie annue cumulate sono di 954,6 mm. Per il futuro, i parametri climatici per il comune stimati per il 2050 secondo diversi scenari di emissioni di gas serra possono essere consultati su un sito web dedicato pubblicato da Météo-France nel novembre 2022.

## Società

### Evoluzione demografica
Abitanti censiti